# Marek Koterski
Marek Koterski (ur. 3 czerwca 1942 w Krakowie) – polski reżyser filmowy i teatralny, scenarzysta, aktor, poeta, prozaik i dramatopisarz.
W 1972 roku ukończył reżyserię w Państwowej Wyższej Szkole Filmowej, Telewizyjnej i Teatralnej w Łodzi. Początkowo realizował filmy dokumentalne, jednak uznanie w kraju zdobył za sprawą autobiograficznej tragikomedii Dom wariatów (1984). Wprowadził w niej przewijającą się przez całą późniejszą twórczość fabularną postać Adasia Miauczyńskiego, neurotycznego inteligenta zmagającego się z samotnością, licznymi fobiami oraz nałogami, którego pierwowzorem był sam reżyser. Za spełnienie Koterskiego i kwintesencję całej jego kariery uchodzi nagrodzony Złotymi Lwami na Festiwalu Polskich Filmów Fabularnych Dzień świra (2002), w którym w rolę Miauczyńskiego wcielił się Marek Kondrat.
Do innych szczególnie nagradzanych filmów Koterskiego należą Życie wewnętrzne (1986, nagrodzony Srebrnymi Lwami Gdańskimi), Wszyscy jesteśmy Chrystusami (2006, nagroda za reżyserię na FPFF) oraz 7 uczuć (2018, Nagroda Specjalna Jury na FPFF). W tym ostatnim filmie główną rolę Miauczyńskiego odegrał syn Koterskiego, Michał. Miauczyńskiego dwukrotnie ucieleśniał również Cezary Pazura w  filmach Nic śmiesznego (1995) oraz Ajlawju (1999). Twórczość Koterskiego stanowi kino osobne, podejmujące rozrachunek z polskim etosem romantycznym oraz ponurym życiem codziennym jednostek odizolowanych od społeczeństwa.

## Życiorys

### Młodość i wykształcenie
Po zakończeniu II wojny światowej wraz z rodzicami i starszym bratem zamieszkał we Wrocławiu, gdzie ukończył liceum i podjął studia na Uniwersytecie Wrocławskim. Studiował tam jednocześnie filologię polską i historię sztuki. Ukończywszy polonistykę, rozważał karierę naukową (był asystentem na uczelni), ale w 1966 roku wyjechał do Warszawy, by studiować przez rok malarstwo na tamtejszej Akademii Sztuk Pięknych, w pracowni Eugeniusza Eibischa. W 1967 roku podjął studia reżyserskie w Państwowej Wyższej Szkole Filmowej, Telewizyjnej i Teatralnej w Łodzi, które ukończył w 1972 roku. Pięć lat później otrzymał dyplom z wyróżnieniem.

### Twórczość dokumentalna
Początkowo specjalizował się w filmach dokumentalnych oraz edukacyjnych. W części z nich – na przykład Naprzód (1976), Teatr – reżyser i tworzywo (1978), Teatr – reżyser i aktor (1978 – poświęcony próbom do Snu srebrnego Salomei prowadzonym przez Adama Hanuszkiewicza), Na to wszystko trzeba popatrzeć z tej drugiej, pogodniejszej strony (1979, portret aktora Romana Kłosowskiego), znalazły się odniesienia do jego twórczości teatralnej w ramach eksperymentalnego Teatru Otwartej Sceny. Oprócz nich reżyser zrealizował między innymi Lekką tkliwość (1975), Dziwny świat Thomasa Puckeya (1977, zapis sztuki angielskiego performera), Szczęście (1980) oraz Przyczyny narkomanii (1982).

### Twórczość fabularna

#### Pierwsze filmy fabularne
Przełomem w karierze reżysera stał się film Dom wariatów (1984), w którym Koterski zawarł bezpośrednie odniesienia do własnej biografii. W komediodramacie z udziałem Marka Kondrata oraz Tadeusza Łomnickiego, czerpiącym inspirację z teatru absurdu, reżyser stworzył swoje alter ego – Adama Miauczyńskiego, neurotycznego inteligenta mającego pretensje do całego świata. Adam, nazywany również zdrobniale Adasiem, obarcza winą za swoją neurozę konflikt pomiędzy matką i ojcem, w którym to matka odgrywała rolę dominującą. Realizacja filmu wynikła, jak opowiadał sam Koterski, z „wewnętrznej potrzeby odtrucia się”. Zgodnie ze słowami reżysera, „zdjęcia trwały tylko 31 dni. Przygotowanie – lekko biorąc, 25 lat”. Pełnometrażowy debiut Koterskiego przyniósł mu nagrodę na Festiwalu „Młodzi i Film” w Koszalinie, co pozwoliło mu na realizację kolejnych filmów fabularnych.
W nagrodzonym w Gdyni Życiu wewnętrznym (1986), a także kasowym filmie erotycznym Porno (1989) główny bohater nosi już imię Michał, a głównym poruszanym przez reżysera wątkiem jest nieporadność w obcowaniu z kobietami. W Życiu wewnętrznym w rolę Miauczyńskiego wcielił się Wojciech Wysocki, a główny bohater tym razem uosabiany był przez inteligenta żyjącego w wieżowcu na łódzkim osiedlu z żoną (Joanna Sienkiewicz). Konflikt między zadręczającym siebie małżeństwem miał nie tylko podłoże autobiograficzne, ale również oddawał stan ducha polskiego społeczeństwa. Wyrazem tego była scena, w której Miauczyński podczas nocnego spaceru zostaje wylegitymowany przez patrol milicjantów, a wynikłe stąd upokorzenie odreagowywał agresywnością wobec sąsiada.

#### Praca w teatrze, współpraca z Cezarym Pazurą i Markiem Kondratem

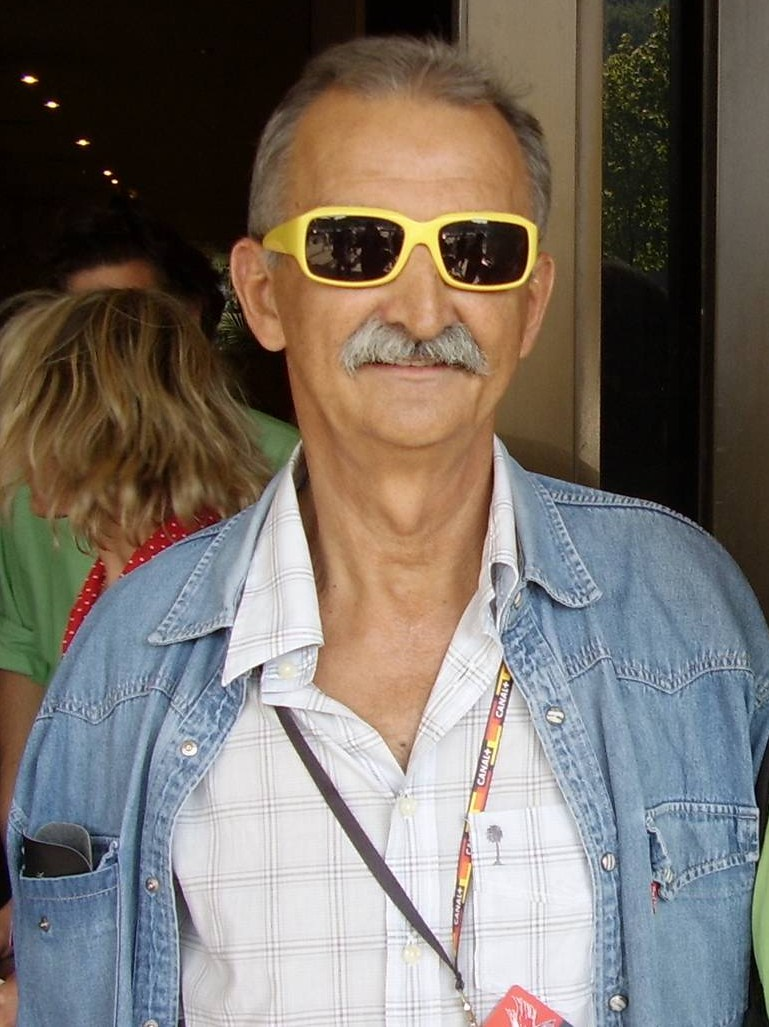
Marek Koterski w 2007 roku

Sukces Porno spowodował, że Koterski mógł skupić się na pracy dla teatru, a jego sztuka Nienawidzę (1992) została nagrodzona na Festiwalu Małych Form w Szczecinie. Pisząc dla czasopisma „Kino”, reżyser z czasem opracował scenariusz do kolejnego filmu Nic śmiesznego (1995), którego bohater znów otrzymał imię Adaś. Grany przez Cezarego Pazurę Miauczyński odtwarzał autotematyczną rolę reżysera filmowego, a sam film stanowił autokrytykę pozbawionego fabuły, niszowego kina osobnego, do którego zresztą reżyser należał. W Ajlawju (1999) ponownie w Miauczyńskiego wcielił się Pazura, który odegrał tym razem rolę nieporadnego pisarza uwikłanego w toksyczny związek z kobietą graną przez Katarzynę Figurę. Jak stwierdził jednak Tadeusz Lubelski, oba filmy mimo dobrej gry aktorskiej Pazury nie rezonowały wśród publiczności.

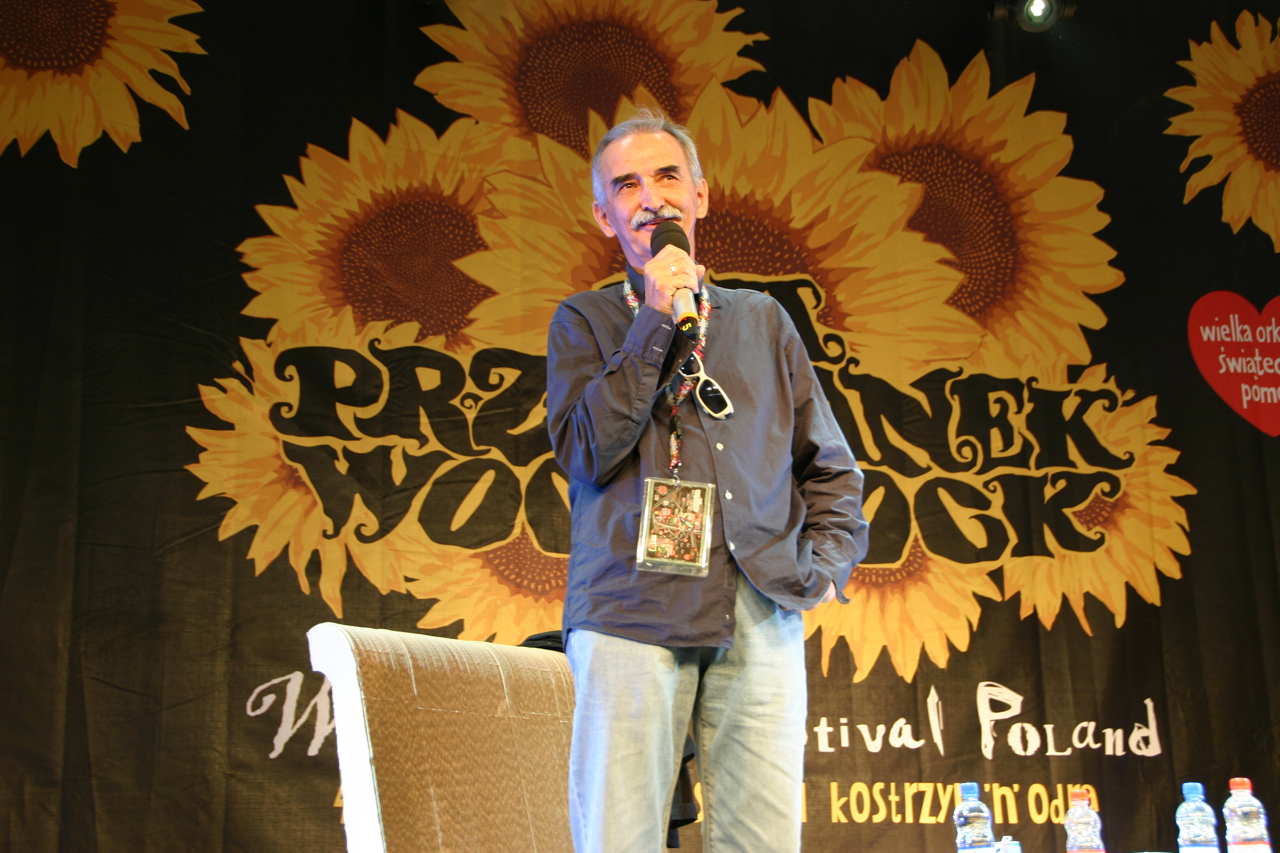
Marek Koterski na festiwalu Przystanek Woodstock, 2011

W najgłośniejszym filmie Koterskiego, Dniu świra (2002) na podstawie własnej sztuki (nominowanej do Nagrody Literackiej „Nike” 2003), Miauczyńskiego ponownie zagrał Kondrat. Bohaterem Dnia świra był tym razem sfrustrowany polonista, który pała nienawiścią do sąsiadów, nie znajduje porozumienia z rodziną, jest odgrodzony od świata zewnętrznego i winą za swoje niepowodzenia życiowe obarcza nie tylko własne otoczenie, ale również klasę polityczną. Dniem świra Koterski wzburzył opinię publiczną ze względu na wyjątkowo obrazoburczy charakter samego filmu, w którym reżyser zadrwił z romantycznych i mesjanistycznych symboli tożsamości narodowej: Jana Pawła II, Chopina, Wajdy. Realizator filmu nadał jednak swojemu bohaterowi rys uniwersalny, wskutek czego ze sfrustrowanym nieudacznikiem mógł utożsamić się każdy z odmawiających na co dzień „modlitwę Polaka”. Dzień świra zdobył Grand Prix Złote Lwy na Festiwalu Polskich Filmów Fabularnych w Gdyni, Orła oraz wiele innych wyróżnień na krajowych festiwalach. Ze względu na katarktyczną moc filmu cenili go również krytycy. Tadeusz Sobolewski pisał: „Wychodzę z Dnia świra wyprany, zawstydzony, pełen obrzydzenia do ludzi, do kraju, do reżysera i do samego siebie. […] Ale po chwili obrzydzenie opada i zaczynam się śmiać” . 

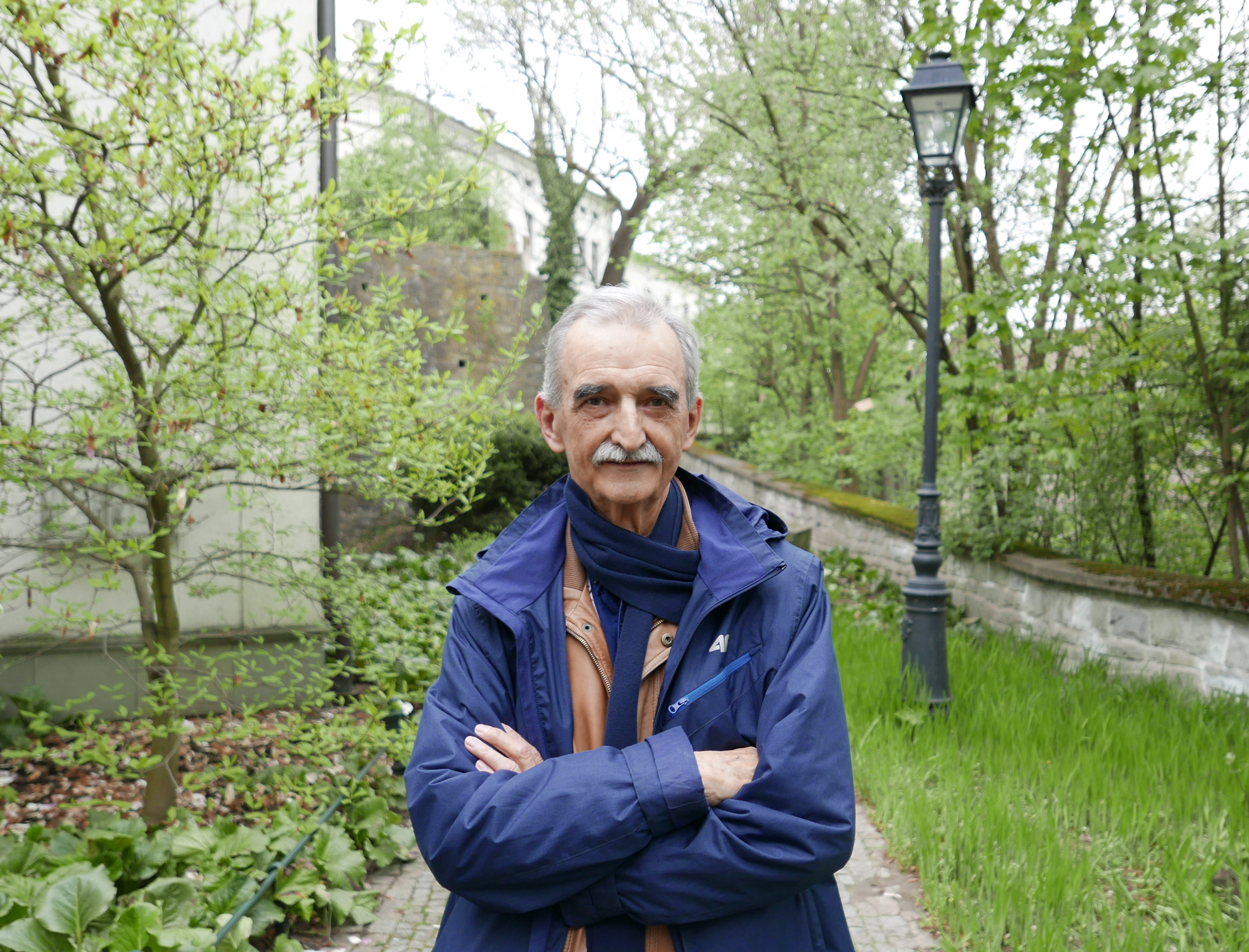
Marek Koterski na Festiwalu Kino na Granicy w Cieszynie, 2019

Kolejny film Koterskiego, Wszyscy jesteśmy Chrystusami (2006), poświęcony został najtragiczniejszemu obliczu Miauczyńskiego, tym razem krytyka sztuki ze skłonnością do alkoholizmu, który dźwiga krzyż upokorzenia wynikającego ze swego nałogu. Pomimo że w rolę Miauczyńskiego ponownie wcielił się Kondrat, film nie uzyskał takiej popularności jak Dzień świra, choć sam reżyser otrzymał nagrodę na festiwalu w Gdyni.

#### Schyłek twórczości
Następnym filmem Koterskiego było dzieło Baby są jakieś inne (2011), które realizowało formułę kina drogi, opartą na bezustannym dialogu dwóch mizoginów granych przez Adama Woronowicza i Roberta Więckiewicza podczas jazdy samochodem. Koterski długo pracował nad scenariuszem filmu, a na potrzeby realizacji scen samochodowych nawiązał współpracę z operatorem Jerzym Zielińskim . Budżet filmu wyniósł 5 milionów złotych , ale wydatki zwróciły się z nawiązką – film w polskich kinach obejrzało 821 tysięcy widzów . Krzysztof Świrek z pisma „Kino” dostrzegł w Babach „oczyszczający seans nienawiści”, w którym „skompromitowana została garść szowinistycznych stereotypów”.
Siedem lat później Marek Koterski powrócił do postaci Adasia Miauczyńskiego (tym razem w tej roli syn reżysera – Michał) w filmie 7 uczuć, ukazując szkolne lata swego bohatera. Brawurowym zabiegiem reżysera było obsadzenie w rolach dzieci dorosłych aktorów; w obsadzie znaleźli się między innymi Marcin Dorociński, Katarzyna Figura, Małgorzata Bogdańska oraz Gabriela Muskała . Film został dobrze przyjęty przez krytyków, jednocześnie zbierając w kinach widownię liczącą 850 tysięcy widzów . Piotr Czerkawski z portalu Filmweb podsumowywał wrażenia z seansu następująco: „Koterski udowadnia, że wciąż doskonale operuje groteską, a jego ekranowa sesja psychoanalityczna przypomina efekt współpracy Dr. House’a z Witoldem Gombrowiczem”. Również Radosław Nawrot z „Gazety Wyborczej” pisał, że „wizja szkoły u Marka Koterskiego to majstersztyk, wizja niezwykle prosta i oparta jak zwykle na starannej obserwacji, wgryzieniu się w detale” .

## Życie prywatne
Dwukrotnie żonaty. Z pierwszą żoną, Iwoną Ciesielską, ma syna Michała Koterskiego. Obecnie związany z Małgorzatą Bogdańską.

## Styl filmowy

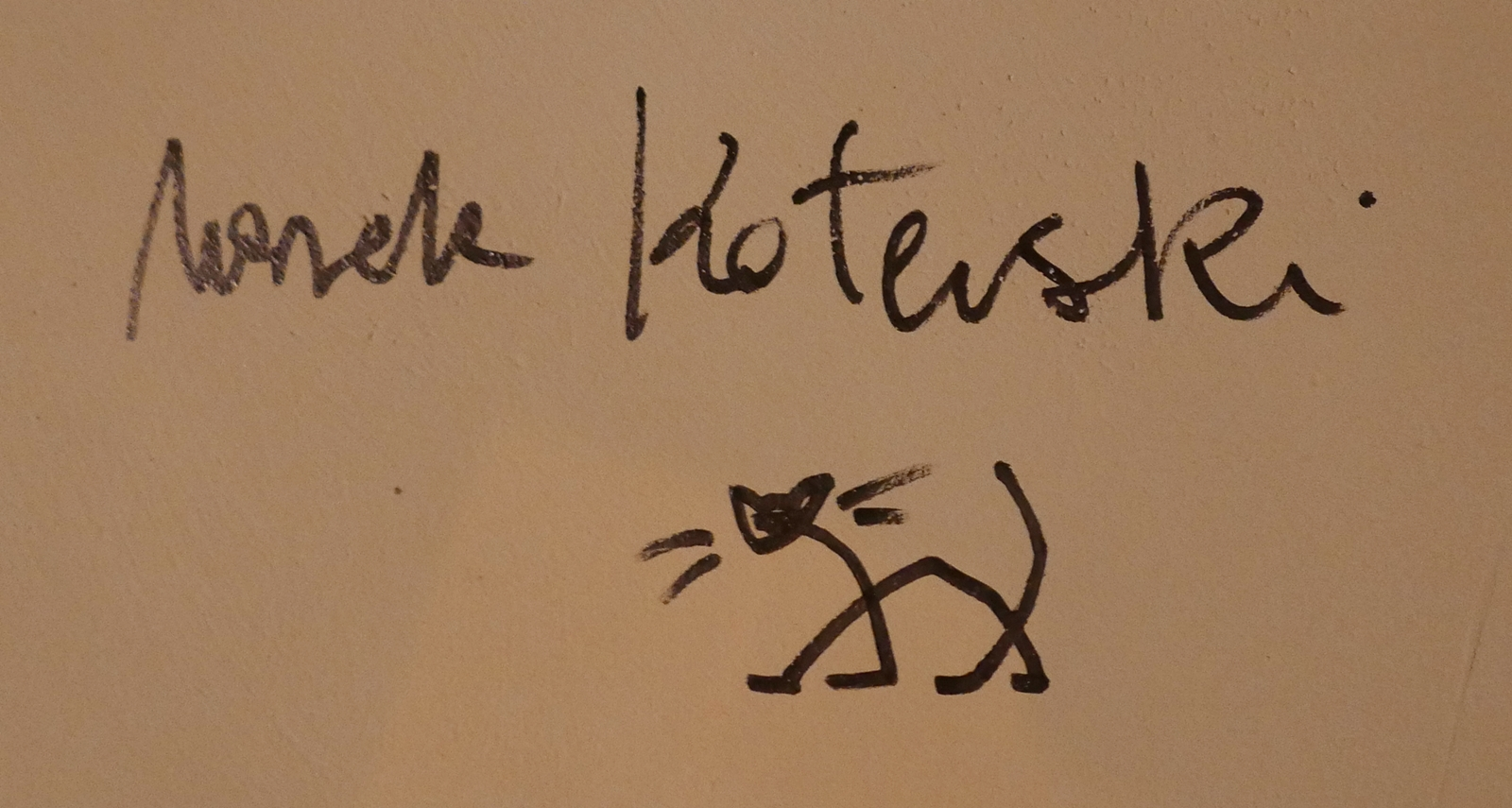
Autograf Marka Koterskiego na ścianie kawiarni literackiej „Kornel i Przyjaciele” w Cieszynie

W swoich filmach dokumentalnych Koterski skupiał się na „mocno zarysowanych indywidualnościach” – zwłaszcza ze świata teatru – posługując się intelektualnymi środkami wyrazu takimi jak montażowy kolaż, asynchronia obrazu i dźwięku oraz dialektyczne zestawienie relacji pomiędzy jednostką a zbiorowością. Jak pisała Maria Kornatowska, „przewrotność warstwy wizualnej i struktury montażowej każe widzowi wracać pamięcią do obejrzanych obrazów, weryfikować wrażenia i interpretacje, tropić ukryte intencje autora”. Ewa Mazierska zauważyła, iż w późniejszych filmach fabularnych Koterski na tle innych przedstawicieli kina polskiego zaznaczył się jako outsider, choć najbliżej mu było pod względem możliwych źródeł inspiracji do Andrzeja Munka. W opinii Mazierskiej reżyser Dnia świra pod względem „ekstensywnego użycia ironii i autoironii, jak również przesady, absurdalnego humoru oraz groteski” przypomina swoją twórczością Stanisława Ignacego Witkiewicza oraz Witolda Gombrowicza, a jego kino osobne można postawić w jednym rzędzie z dziełami Mike’a Leigh, Pedra Almodóvara oraz Nanniego Morettiego. Tadeusz Sobolewski pisał, że Koterski posługuje się specyficznym humorem, który jest „niegłupi, prowokacyjny, balansujący na krawędzi złego smaku, świadomie ją przekraczający”, niczym w pierwszych dziełach Almodóvara .
Twórczość fabularna Koterskiego ma charakter autobiograficzny. Reżyser, podpisując głównych bohaterów swoich fabuł nazwiskiem Adaś Miauczyński („kot” = „miau”), nawiązywał do problemów, z którymi mierzył się w codziennym życiu: alkoholizmem, rozwodem, relacjami z synem, kompleksami spauperyzowanego inteligenta. Wielokrotnie w swych filmach Koterski wyrażał rozczarowanie systemem komunistycznym, jak i wolnorynkową transformacją ustrojową, która przyniosła jemu podobnym biedę. W konsekwencji protagonistami Koterskiego są „wytwory komunizmu, obywatele nienawidzący systemu lub jego odpadów, lecz niezdolni do ucieczki od niego”. Równocześnie reprezentują upadły romantyczny etos inteligencki, wyrażając większą zawiść wobec otoczenia, wewnętrzną izolację oraz uczucie Schadenfreude aniżeli przeciętni obywatele polscy.
Jak zauważyła Magdalena Kempna-Pieniążek, w rolach drugo- i trzecioplanowych Koterski obsadzał przeważnie aktorów charakterystycznych o wyrazistych rysach oraz sposobie ekspresji, a grane przez nich postacie odznaczają się – na tle odtwórców Miauczyńskiego – niewielkim stopniem podmiotowości. Sam zaś Miauczyński w najrozmaitszych kreacjach posługuje się kaleką, wulgarną polszczyzną. Owa karykatura współczesnego języka polskiego łączy w sobie styl niski i wysoki (w Dniu świra Miauczyński posługuje się trzynastozgłoskowcem). Równie przeciwstawny charakter ma stosunek głównego bohatera filmów Koterskiego do religii. Wprawdzie religijność Miauczyńskiego i pozostałych Polaków jest w tych filmach poddawana krytyce (czego przykładem pełna nienawiści wobec sąsiadów „modlitwa Polaka” w Dniu świra), jednak jednocześnie stanowi bodziec do autoterapii głównego bohatera. W filmie Wszyscy jesteśmy Chrystusami Miauczyński, choć porównuje swoje cierpienie dnia codziennego z męką Chrystusową, zdaje sobie jednak sprawę, że nie tylko on cierpi, ale też zadaje innym ból.

## Filmografia
reżyser i scenarzysta
- Dom wariatów (1984)
- Życie wewnętrzne (1986)
- Porno (1989)
- Nic śmiesznego (1995)
- Ajlawju (1999)
- Dzień świra (2002)
- Wszyscy jesteśmy Chrystusami (2006)
- Baby są jakieś inne (2011)
- 7 uczuć (2018)

aktor filmowy
- 1971: Uciec jak najbliżej jako działacz młodzieżowy
- 1976:  Olśnienie jako mężczyzna na stacji benzynowej
- 1984: Dom wariatów jako nieznajomy
- 1990: Seszele jako lekarz Janik

## Nagrody
| Rok  | Film                         | Podmiot przyznający                                        | Nagroda                                                       |
| ---- | ---------------------------- | ---------------------------------------------------------- | ------------------------------------------------------------- |
| 1985 | Dom wariatów                 | Festiwal Polskich Filmów Fabularnych                       | Wyróżnienie Dziennikarzy                                      |
| 1985 | Dom wariatów                 | Koszaliński Festiwal Debiutów Filmowych „Młodzi i Film”    | Nagroda za reżyserski debiut pełnometrażowy                   |
| 1985 | Dom wariatów                 | Koszaliński Festiwal Debiutów Filmowych „Młodzi i Film”    | Nagroda Dziennikarzy                                          |
| 1985 | Dom wariatów                 | tygodnik „Radar”                                           | Wawrzyn „Radaru”                                              |
| 1987 | Życie wewnętrzne             | Festiwal Polskich Filmów Fabularnych                       | Srebrne Lwy Gdańskie                                          |
| 1987 | Życie wewnętrzne             | Koszaliński Festiwal Debiutów Filmowych „Młodzi i Film”    | Wyróżnienie                                                   |
| 1987 | Życie wewnętrzne             | Koszaliński Festiwal Debiutów Filmowych „Młodzi i Film”    | Nagroda Związku Socjalistycznej Młodzieży Polskiej            |
| 1987 | Życie wewnętrzne             | Klub Krytyki Filmowej Stowarzyszenia Dziennikarzy Polskich | Syrenka Warszawska dla filmu fabularnego                      |
| 2002 | Dzień świra                  | Festiwal Polskich Filmów Fabularnych                       | Złote Lwy Gdańskie                                            |
| 2002 | Dzień świra                  | Festiwal Polskich Filmów Fabularnych                       | Nagroda Stowarzyszenia Filmowców Polskich                     |
| 2002 | Dzień świra                  | Ińskie Lato Filmowe                                        | Złota Rybka                                                   |
| 2002 | Dzień świra                  | Ogólnopolski Festiwal Filmów Komediowych w Lubomierzu      | Brązowy Granat                                                |
| 2003 | Dzień świra                  | Polskie Nagrody Filmowe                                    | Orzeł za najlepszy scenariusz                                 |
| 2003 | Dzień świra                  | Tarnowskie Nagrody Filmowe                                 | Nagroda Specjalna Jury Młodzieżowego za scenariusz            |
| 2006 | Wszyscy jesteśmy Chrystusami | Festiwal Polskich Filmów Fabularnych                       | Nagroda za reżyserię                                          |
| 2006 | Wszyscy jesteśmy Chrystusami | Festiwal Polskich Filmów Fabularnych                       | Nagroda Stowarzyszenia Filmowców Polskich                     |
| 2006 | Wszyscy jesteśmy Chrystusami | Ińskie Lato Filmowe                                        | Złota Rybka                                                   |
| 2006 | Dzień świra                  | Ogólnopolski Festiwal Filmów Komediowych w Lubomierzu      | Złoty Sierp dla najlepszej komedii ostatniego dziesięciolecia |
| 2006 | Wszyscy jesteśmy Chrystusami | Tarnowskie Nagrody Filmowe                                 | Nagroda Jury Młodzieżowego                                    |
| 2006 | Wszyscy jesteśmy Chrystusami | Tarnowskie Nagrody Filmowe                                 | Grand Prix                                                    |
| 2006 | Wszyscy jesteśmy Chrystusami | Polskie Nagrody Filmowe                                    | Orzeł za najlepszy scenariusz                                 |
| 2007 | Dzień świra                  | Pismo „Film”                                               | Złota Kaczka 50-lecia za najlepszy żart                       |
| 2012 | Baby są jakieś inne          | Festiwal Polskich Filmów Fabularnych                       | Nagroda Młodzieżowej Rady Miasta Gdyni                        |
| 2012 | Baby są jakieś inne          | Ogólnopolski Festiwal Filmów Komediowych w Lubomierzu      | Srebrny Granat                                                |
| 2018 | 7 uczuć                      | Festiwal Polskich Filmów Fabularnych                       | Nagroda Specjalna Jury                                        |
| 2018 | 7 uczuć                      | Festiwal Polskich Filmów Fabularnych                       | Nagroda Jury Młodzieżowego                                    |
| 2018 | 7 uczuć                      | Świdnicki Festiwal Filmowy „Spektrum”                      | Nagroda Publiczności                                          |

## Odznaczenia i wyróżnienia

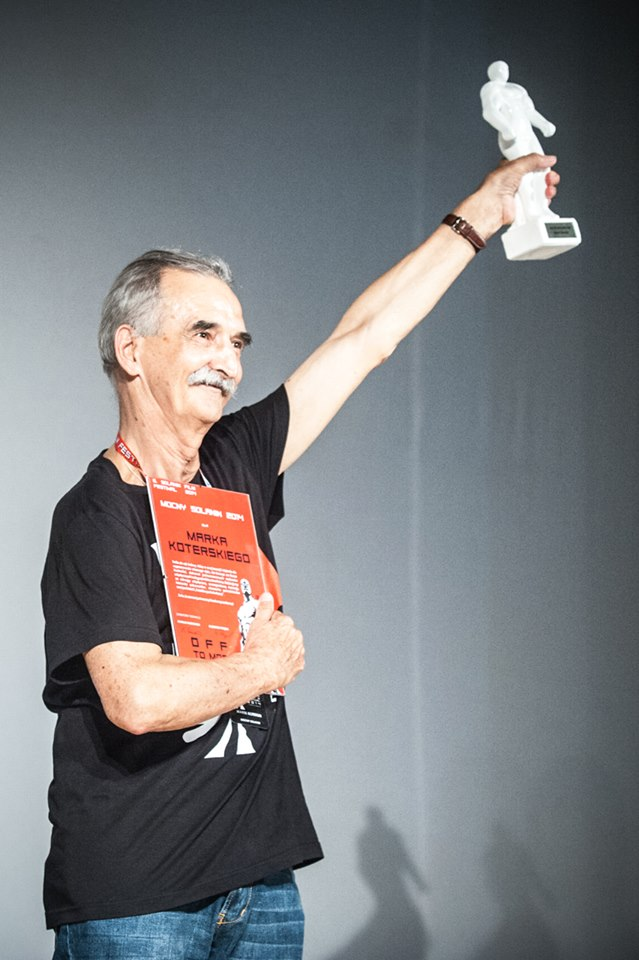
Marek Koterski podczas odbioru nagrody Mocny Solanin, 2014

Marek Koterski był laureatem następujących wyróżnień i odznaczeń:
- 2003 – doroczna Nagroda Ministra Kultury w dziedzinie filmu
- 2004 – „Wielki FeFe” za całokształt twórczości na Felliniadzie w Warszawie
- 2014 – nagroda Mocny Solanin za całokształt twórczości na Festiwalu Filmowym w Nowej Soli
- 2014 – Złoty Medal „Zasłużony Kulturze – Gloria Artis”
- 2015 – Złoty Glan, nagroda kina „Charlie” w Łodzi
- 2016 – „Laur Cisowy” za wybitne osiągnięcia zawodowe na 20. Festiwalu „Lato z Muzami” w Nowogardzie
- 2017 – Złoty Anioł za Niepokorność Twórczą na 15. Międzynarodowym Festiwalu Filmowym Tofifest w Toruniu
- 2018 – Honorowa Lama za „pokazanie człowieka skazanego na samotność, nad którą czasami czuwa życzliwy uśmiech” na 16. Festiwalu Filmowym „Opolskie Lamy” w Opolu
- 2018 – Nagroda Honorowa za artystyczny dorobek życia na III Ogólnopolskim Festiwalu Filmów Satyrycznych „Pyszadło” w Mogilnie
- 2019 – Nagroda Honorowa – statuetka „Jańcia Wodnika” na 26. Ogólnopolskim Festiwalu Sztuki Filmowej „Prowincjonalia” we Wrześni
- 2019 – „Kryształowy Dzik” za wybitne osiągnięcia w sztuce reżyserskiej na 12. Festiwalu Reżyserii Filmowej w Wałbrzychu
- Statuetka Złoty artKciuk 2024 została wręczona podczas Festiwalu Miasto Gwiazd, w trakcie uroczystej gali poświęconej laureatom: Markowi Koterskiemu i Małgorzacie Bogdańskiej.
- 2025 – Nagroda Specjalna Paszport „Polityki” w kategorii Kreator Kultury[32]